# بول فرانسيس تومكنس
بول فرانسيس تومكنس (بالإنجليزية: Paul Francis Tompkins) مواليد (12 سبتمبر، 1968) كوميدي، مُمثل، كاتب ومنتج أمريكي. إشتهر بأدائه في البرنامج الكوميدي مستر شو وذ بوب أند ديفيد على قناة "HBO"، ريل تايم وذ بيل مار، وأفضل اسبوع على الإطلاق الذي غُير اسمه إلى أفضل اسبوع على الإطلاق مع بول إف. تومكنس.

## حياته الشخصية
ولد بول فرانسيس توكمنس في 12 سبتمبر، 1968، في ماونت آيري، فيلادلفيا، بنسيلفانيا. ولديه أخان وثلاثة أخوات.

## أبرز أعماله

### أعمال سينمائية
- 1999: ماغنوليا
- 2004: المذيع: أسطورة رون بورغاندي
- 2007: ستسيل الدماء
- 2010: رابونزل
- 2017: متشابك: قبل أي وقت مضى

### أعمال تلفزيونية
- 1998-1995: مستر شو وذ بوب أند ديفيد
- 1998: البرنامج اليومي
- 2003: فرايجر
- 2008: لاري كينغ لايف
- 2008: بوشنغ ديزيز
- 2010: كوميونتي
- 2011: اكبح حماسك
- 2011، 2014: حديث الموتى
- 2011: آخر الرجال
- 2014-الآن: بوجاك هورسمان
- 2015: مع بوب وديفيد
- 2016: بروكلين ناين ناين

## وصلات خارجية
- الموقع الرسمي
- بول فرانسيس تومكنس على موقع IMDb (الإنجليزية)
- بول فرانسيس تومكنس على موقع ميوزك برينز (الإنجليزية)
- بول فرانسيس تومكنس على موقع إن إن دي بي (الإنجليزية)
- بول فرانسيس تومكنس على موقع أول ميوزيك (الإنجليزية)
- بول فرانسيس تومكنس على موقع ديسكوغز (الإنجليزية)
- بول فرانسيس تومكنس على موقع قاعدة بيانات الفيلم (الإنجليزية)